# Ged
 For alternative betydninger, se Ged (flertydig). (Se også artikler, som begynder med Ged)
Geden (latin: Capra aegagrus hircus), også kaldet tamgeden, er et husdyr, der tilhører underfamilien Caprinae i familien Bovidae. Den nedstammer fra bezoargeden, der for 8000-9000 år siden var et af de første dyr, der blev domesticeret af mennesket. Geden blev brugt som trækdyr, gedeost blev fremstillet af mælken, skind og uld blev brugt til tøj, og kødet blev spist. Ulden kunne dog kun udnyttes fra de langhårede racer. I gamle dage blev også knoglerne brugt til fremstilling af forskellige redskaber.
Geden er en firemavedrøvtygger, hvilket vil sige, at den gylper sin føde op igen for at findele den yderligere, hvorefter føden synkes til den næste mave. På den måde sikres en optimal energiudnyttelse af føden.
En geds afkom benævnes et "kid" eller "gedekid". En kønsmoden han benævnes en "buk" ("gedebuk"), mens et hankid kaldes et "bukkekid".

## Historie
Studier af DNA tyder på, at gederne blev tæmmet omkring 8000 f.Kr. De ældste rester af geder som husdyr er fundet i Ganj Dareh i Iran. Historisk har gedeskind været benyttet til transport af vand og vin, samt fremstilling af pergament.

## Geder i mytologien
Modergeder forekom ofte ved germanerne, der ligesom Amalthea var en gavmild amme-mor.
Grímnismál fortæller, at på taget af Valhal vokser træet "lærad", som geden Heidrun og hjorten Eiktyrner æder af. Til gengæld flyder der rigeligt af mjød fra Heidruns yver ned i Valhal, til daglig glæde for einherjerne.
Gedebukken er for germanerne et ædelt dyr, der blev ofret til tordenguden Thor. Thor forekommer i afbildninger i Snorres Edda hvor han sidder på sin stridsvogn, der trækkes af gedebukkene Tanngrisner og Tanngnjost. Når vognen rumler over himmelbanen gennem skyerne, tordner det. Thors bukke kan derover gentagne gange slagtes og spises. Efter hvert måltid bliver deres hud og knogler igen vækket til live.
I den keltiske mytologi fra Wales nyder gederne på grund af deres magiske færdigheder stor anseelse.

## Galleri
- Geder er intelligente og svære at holde indelukket.
- Boerged
- Hyrde med sin gedeflok ved Arenas, Spanien.
- Ged
- Geder har et bredt sigtfelt, for at opdage farerne omkring dem.
- Geden Heidrun i et træ. Tegning fra 1895 af Karl Gjellerup.